# Spoorlijn Mortagne-au-Perche - L'Aigle
De spoorlijn Mortagne-au-Perche - L'Aigle was een Franse spoorlijn van Mortagne-au-Perche naar L'Aigle. De lijn was 37,5 km lang en heeft als lijnnummer 424 000.

## Geschiedenis
De lijn werd geopend door de Administration des chemins de fer de l'État op 28 december 1881. In 1883 werd de lijn overgenomen door de Compagnie des chemins de fer de l'Ouest.
Reizigersverkeer werd opgeheven op 5 mei 1938. Goederenvervoer werd stapsgewijs afgebouwd vanaf 1966:
- Tourouvre - Randonnai-Irai: 1942
- Mortagne-au-Perche - Tourouvre: 31 mei 1959
- Randonnai-Irai - Crulai: 1990
- Crulai - L'Aigle: 2 juni 1991

## Aansluitingen
In de volgende plaatsen is of was er een aansluiting op de volgende spoorlijnen:
Mortagne-au-Perche
RFN 423 000, spoorlijn tussen Alençon en Condé-sur-Huisne
RFN 425 000, spoorlijn tussen Mortagne-au-Perche en Sainte-Gauburge
RFN 426 000, spoorlijn tussen Mamers en Mortagne-au-Perche
Condé-sur-Huisne
RFN 395 000, spoorlijn tussen Saint-Cyr en Surdon